# Honda XL 250-serie
De Honda XL 250-serie is een kleine serie offroadmotoren die Honda produceerde van 1972 tot 1987. De serie omvat de Honda XL 250, de Honda XL 250 S, de Honda XL 250 R en de Honda XL 250 T.

## Voorgeschiedenis
Honda leverde al sinds 1961 motorfietsen die min of meer geschikt waren voor het gebruik op onverharde wegen en in het terrein. Rond 1966 ging men onderscheid maken tussen scramblers, licht omgebouwde straatmotoren die op onverharde wegen nog wel konden worden gebruikt, en offroadmotoren, die voor zwaarder terrein geschikt waren. De scramblers kregen de aanduiding "CL", zoals de Honda CL 100, de Honda CL 125 S, de Honda CL 160 D, de Honda CL 175, de Honda CL 350 en de Honda CL 450. De offroadmotoren kregen de aanduiding "SL", zoals de Honda SL 100, de Honda SL 125, de Honda SL 175 en Honda SL 350. Al deze modellen waren direct afgeleid van bestaande straatmotoren zelfs als het tweecilinders waren, maar de populaire 250cc-klasse ontbrak. Honda besloot een echte, compromisloze offroadmotor te bouwen die niet was afgeleid van de Honda CB 250-serie, die uit tweecilinders bestond.

## 1972-1976, XL 250
De Honda XL 250 die in 1972 op de markt kwam had een geheel eigen motorblok en rijwielgedeelte, toegespitst op zwaar offroadwerk maar niet voor gebruik in endurowedstrijden. Daarin hadden andere merken de overhand: Bultaco, Can-Am, Kawasaki, Montesa, Ossa en Suzuki zetten tweetaktmotoren in, terwijl Honda vasthield aan de viertaktmotor, hoewel die wel voorzien was van een bovenliggende nokkenas en vier kleppen. Desondanks was de machine vergeleken met de tweetaktconcurrentie zwaar. Een echte enduromotor als de Bultaco Matador bracht 28 pk op de been en woog slechts 120 kg. De iets minder sterk getunede Yamaha DT 250 leverde 24 pk bij 117 kg en de Honda leverde 20 pk bij 126 kg. Om gewicht te sparen was het motorblok vrij duur geconstrueerd, met een aluminium cilinder en carter en zelfs magnesium carterdeksels. Daarom moest er wellicht weer bezuinigd worden bij het frame, dat uit staal was opgetrokken. De machine had een 6 volt elektrische installatie met veel stekkertjes, waardoor de verlichting, de richtingaanwijzers en de accu snel verwijderd konden worden als er nog meer gewicht gespaard moest worden. De richtingaanwijzers waren in rubber opgehangen, waardoor ze zelfs na valpartijen in zand of modder bleven functioneren.

### Motor
De motor was een luchtgekoelde staande eencilinder met een enkele bovenliggende nokkenas en vier kleppen. De boring/slagverhouding bedroeg 74 × 57,8 mm, waardoor de cilinderinhoud op 248,6 cc kwam. Er was geen startmotor, want die zou extra gewicht meebrengen, de machine werd gestart met een kickstarter.

### Aandrijving
Vanaf de krukas werd de natte platenkoppeling met zeven koppelingsplaten door tandwielen aangestuurd. De XL 250 had een vijfversnellingsbak en de secundaire aandrijving geschiedde met een vrijwel geheel open liggende ketting.

### Rijwielgedeelte
Het frame was een semi-dubbel wiegframe. Vanaf het balhoofd liepen enkele buizen zowel bovenlangs de motor als naar de onderkant van het blok. Beide buizen splitsten zich echter op in dubbele buizen, waardoor een stevig geheel ontstond waarin de motor zelf geen dragende functie had. Onder het motorblok, waar al twee framebuizen zaten, zat ook een carterbeschermingsplaat. De telescoopvork aan de voorkant werd ingekocht bij het Italiaanse toonaangevende merk Ceriani, achter zat een swingarm met twee in vijf standen instelbare veer/demperelementen. Zowel voor als achter zaten trommelremmen. Het voorwiel mat 21 inch, het achterwiel 18 inch. Beide wielen waren van lichtmetaal.

### 1972-1973, XL 250 Motosport
De eerste versie van de Honda XL 250 werd geleverd in slechts één kleur: Custom Silver Metallic. De benzinetank, de spatborden en het koplamphuis waren zilverkleurig met rode biezen op de tank en de spatborden. De zwarte uitlaat was omhooggebogen en had een eveneens zwart hitteschild, waarop in rood/witte letters "Motosport 250" stond. De zijdeksels waren zwart zonder opschriften.

### 1974, XL 250 K1
De XL 250 K1 uit 1974 werd ook in slechts één hoofdkleur geleverd: Tornado Blue Metallic. De tankbiezen waren oranje en zwart. De zwarte uitlaat was omhooggebogen en had een eveneens zwart hitteschild, waarop in oranje/witte letters "XL 250" stond. De zijdeksels en het koplamphuis waren zwart. Net als bij alle andere series werd in 1974 het instrumentenpaneel wat meer richting de berijder gekanteld.

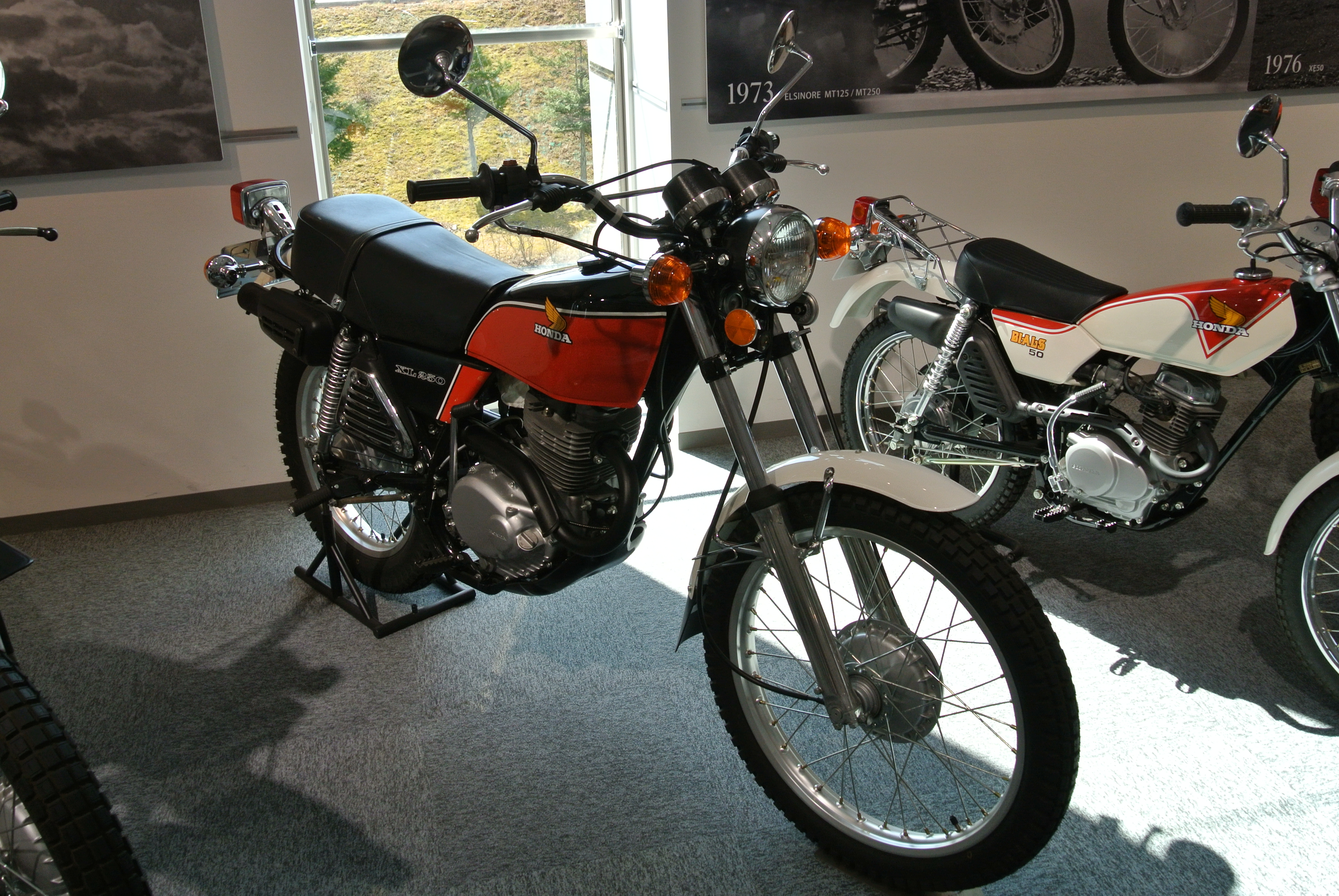
Honda XL 250 K1

### 1975, XL 250 K2
De XL 250 K2 uit 1975 werd geleverd in Excel Black met rood. De tank was tweekleurig uitgevoerd, de zijdeksels en de spatborden waren zwart. De zwarte uitlaat was omhooggebogen en had een eveneens zwart hitteschild, waarop in rood/witte letters "XL 250" stond. Het koplamphuis was zilverkleurig.

### 1976, XL 250 '76
De laatste versie van de XL 250 werd geleverd in Candy Sapphire Blue met wit. De benzinetank en de zijdeksels waren blauw, de spatborden waren van wit plastic gemaakt.

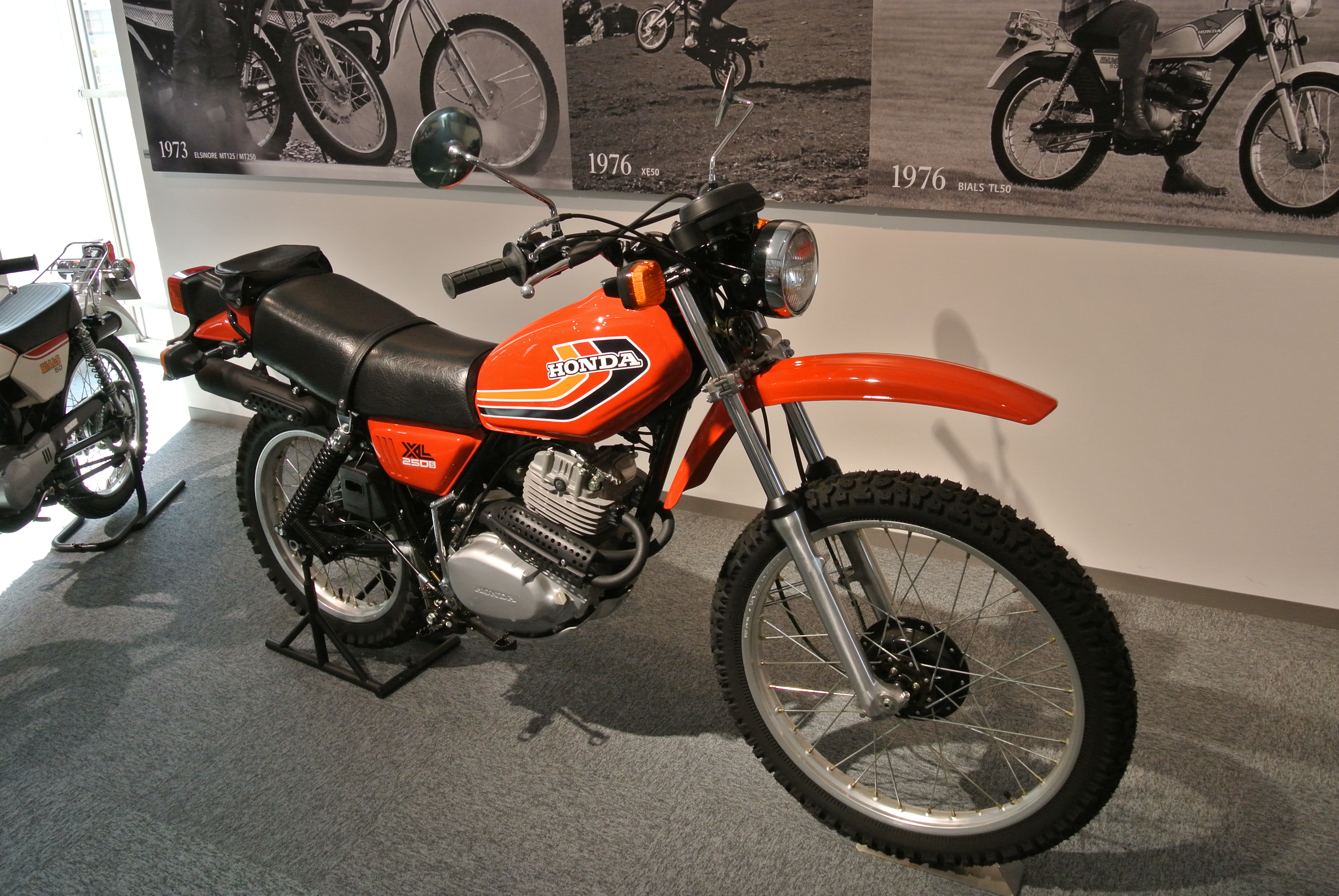
Honda XL 250 S '78

## 1978-1981, XL 250 S
Hoewel aan de motor van de XL 250 S ten opzichte van de XL 250 niet veel gewijzigd was, was de machine veel meer geschikt voor terreingebruik, vooral waar het om het rijwielgedeelte ging. De veerwegen waren veel groter geworden (achter 178 mm, voor 204 mm), de voorvork en de achterschokdempers waren gewijzigd, het voorwiel mat nu 23 inch, een weinig gangbare maat waarvoor Bridgestone speciale banden moest maken. Beide wielen hadden kleinere en lichtere naven. De onderste framebuizen liepen niet meer door. De balhoofdbuis werd met het achterframe verbonden door de stalen carterbeschermingsplaat. Daardoor kreeg het motorblok nu ook een dragende functie. De belangrijkste verandering van de motor was de montage van twee balansassen, waardoor de motor 4 kg lichter gebouwd kon worden. De richtingaanwijzers waren nu star gemonteerd, waardoor het raadzaam was ze bij terreingebruik te verwijderen. Dat gold ook voor de hoge spiegels, die bij het springen in de weg konden zitten. De machine had nog steeds een 6 volt-installatie, maar kreeg nu een CDI-elektronische ontsteking. De cilinderkop kreeg twee uitlaatpoorten, waardoor er ook twee uitlaatbochten gemonteerd waren.

### 1978, XL 250 S '78
De eerste XL 250 S werd geleverd in Tahitian Red met zwarte, gele en oranje biezen op de tank. Het "Honda"-logo was wit. De zijdeksels waren zwart en daarop stond in zwart met wit "XL 250 S". Het instrumentenpaneel had alleen een snelheidsmeter.

### 1979, XL 250 S '79
De XL 250 S was in 1979 nauwelijks veranderd. Alleen de kleuren van de tank waren iets anders. De oranje bies was nu geel en het "Honda"-logo was zwart.

### 1980, XL 250 S '80
De XL 250 S van 1980 was Helios Red, met rode, oranje en witte tankbiezen. Het "Honda"-logo was rood met een witte rand. Het "XL 250 S"-logo op de zijdeksels was wit. Het stuur was niet meer verchroomd maar net als het kickstarterpedaal zwart.

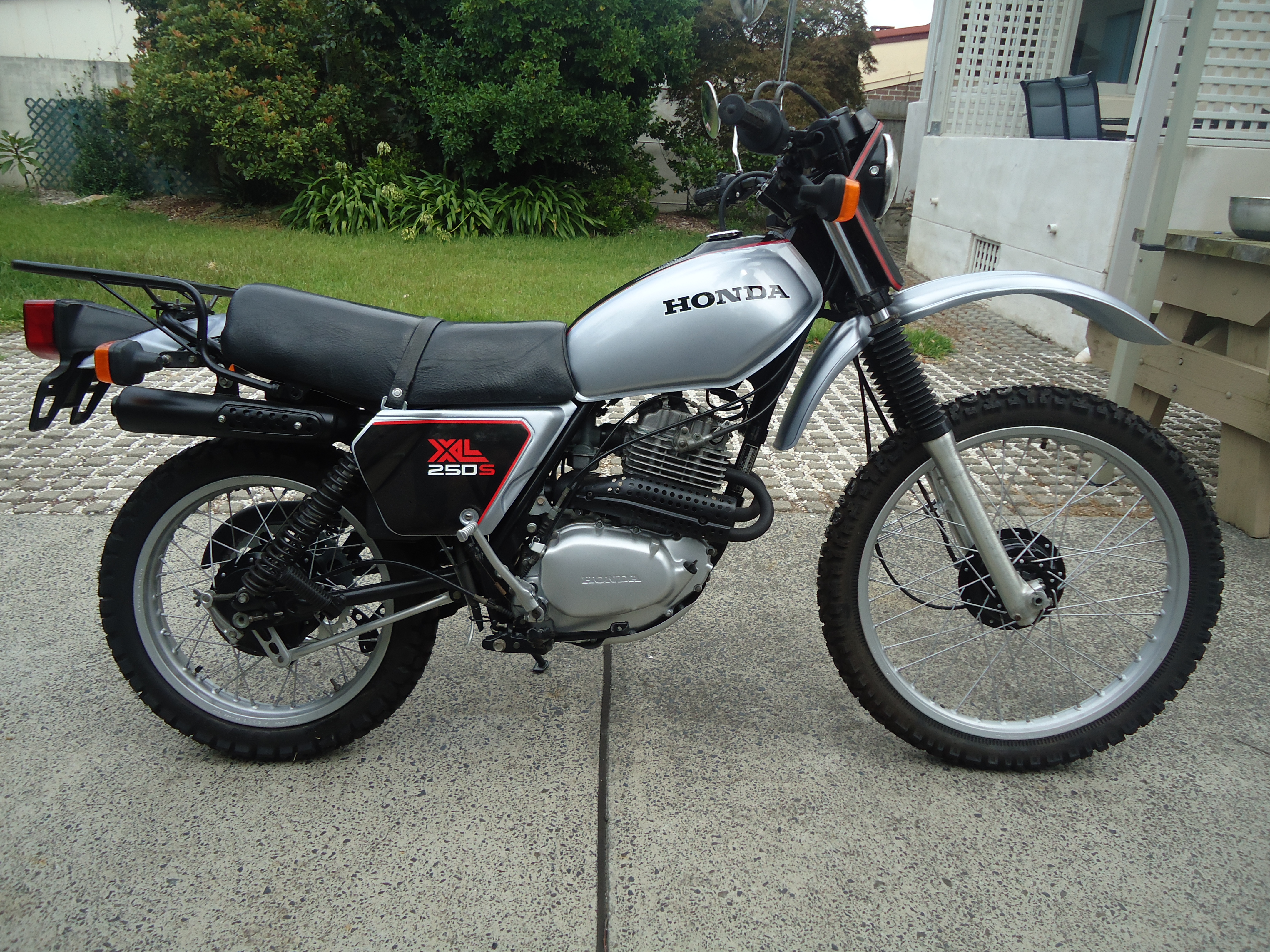
Honda XL 250 SB

### 1981, XL 250 S '81 (XL 250 SB)
De XL 250 S was Monza Red met zwart. De zijdeksel waren ook rood met zwart, het "Honda"-logo was zwart en de "XL 250 S"-logo's op de zijdeksels waren rood met wit. De swingarm was zilverkleurig, het stuur en de kickstarter waren zwart. Er was echter ook een zilvergrijze versie van de XL 250 S, die XL 250 SB werd genoemd.

## 1982-1987, XL 250 R
Met de komst van de XL 250 R in 1982 kwamen er een aantal wijzigingen. De elektrische installatie ging naar 12 volt, het voorwiel ging terug naar 21 inch en het achterwiel naar 17 inch. D eerste machines waren helemaal rood (Monza Red), inclusief de spatborden en het frame. Ook kwam er een nieuw motorblok, met een iets grotere boring (van 74 naar 75 mm) en een kleinere slag (van 57,8 naar 56,5 mm). De machine kreeg de Progressive Link Mono Suspension (Pro Link)-monovering achter, in navolging van de XR 250 R.

### 1982, XL 250 R '82, XL 250 Paris-Dakar
De XL 250 R kwam in 1982 op de markt in Monza Red, een kleur die de tank, de zijdeksels, de spatborden en het frame hadden. De Pro-Link-swingarm was aluminiumkleurig en het motorblok zwart. De aanduiding "XL" stond op het zadel, in witte/zwarte letters. In dit jaar won Cyril Neveu de Rally Paris-Dakar met een Honda XR 500 en Honda besloot een aantal modellen met het "Dakar-uiterlijk" uit te brengen, waaronder de XL 250 Paris-Dakar. Deze machine was in dezelfde kleuren gespoten als de winnende machine van Neveu en had een zeer grote (21 liter) tank.

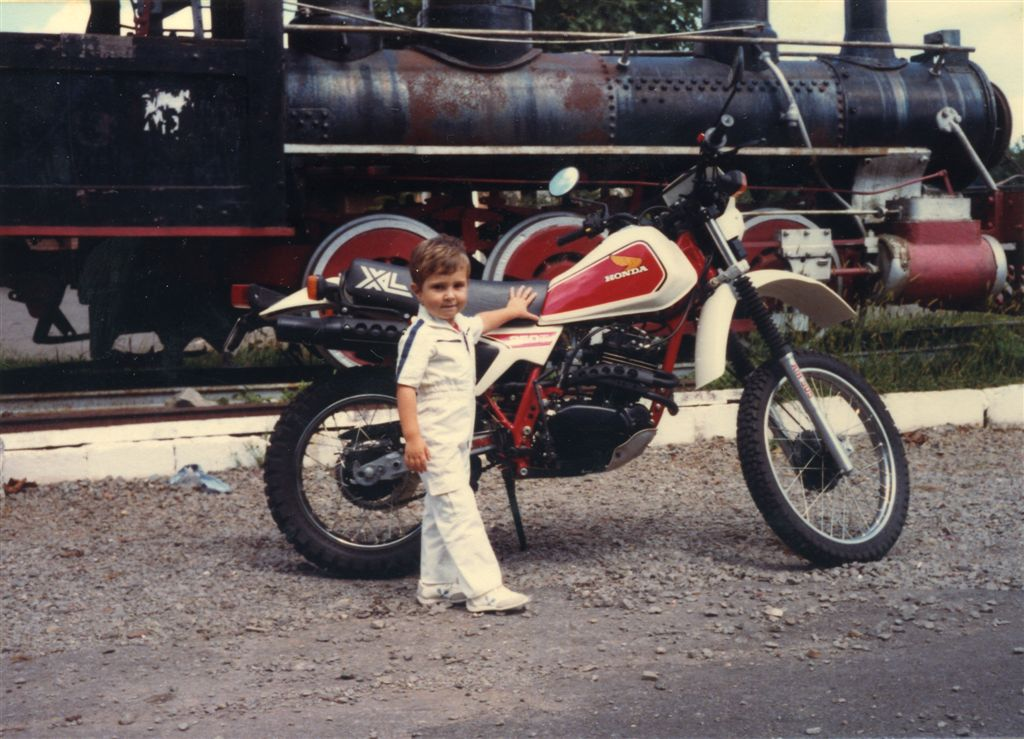
Honda XL 250 R '83

### 1983, XL 250 R '83
De rode versie van de XL 250 R uit 1983 had slechts een klein uiterlijk verschil: de aanduiding "XL" op het zadel was nu helemaal wit. Er was echter ook een weinig bekende witte versie met rode accenten op tank, voorspatbord en zijdeksels waarbij de letters "XL" nog steeds wit met zwart waren.

### 1984, XL 250 R '84
In 1984 kreeg de XL 250 R - ook al in navolging van de XR 250 R - de nieuwe RFVC-cilinderkop met radiaal geplaatste kleppen en twee carburateurs. Het blok leverde nu ook meer vermogen: 26 pk bij 8.000 tpm, maar op de rollenbank van de Technische Hogeschool Delft leverde de machine 26,9 pk bij 8.750 tpm. Ook het uiterlijk ging meer richting de XR 250R: De XL 250 R had altijd al zijdeksels in de vorm van startnummerplaten gehad, maar kreeg nu ook een klein plaatje boven de koplamp, die net als bij de XR rechthoekig werd. De hoofdkleur was nog steeds Monza Red. Het zadel liep aan de voorkant net als bij een echte cross- of enduromotor ver over de tank door.

### 1985, XL 250 R '85
De versie uit 1985 leek nog meer op de XR 250 R door toepassing van veel meer kleuren. De hoofdkleur was nu Flash Red, maar het zadel en de voorvorkrubbers waren blauw en op de zijdeksels en de koplamp kwamen gele "startnummervlakken". Het was de eerste versie die ook in Nederland werd geïmporteerd. De machine had nu een hydraulisch gedempte telescoopvork met luchtondersteuning.

### 1986, XL 250 R '86
De XL 250 R werd in 1986 geleverd in Shasta White, met de Honda-vleugel op de tank in rood, oranje en geel. Ook de aanduiding "250 R" stond nu op de tank, in rood en blauw. Het motorblok was rood en de startnummervlakken zwart.

### 1987, XL 250 R '87
De XL 250 R werd in 1987 geleverd in Shasta White, met de Honda-vleugel op de tank in rood, wit en blauw. De "250 R"-aanduiding op de tank was blauw met rood, het motorblok rood en de startnummervlakken zwart.

## 1988-1990, Honda NX 250 (AX-1)
Van 1988 tot 1990 werden er geen XL 250's geleverd. Honda had voor de echt sportieve rijders de XR 250 R en voor de meer toeristisch ingestelde rijders een allroad, de Honda NX 250, die gebaseerd was op de Honda NX 650 Dominator en een nieuw, watergekoeld blok kreeg.

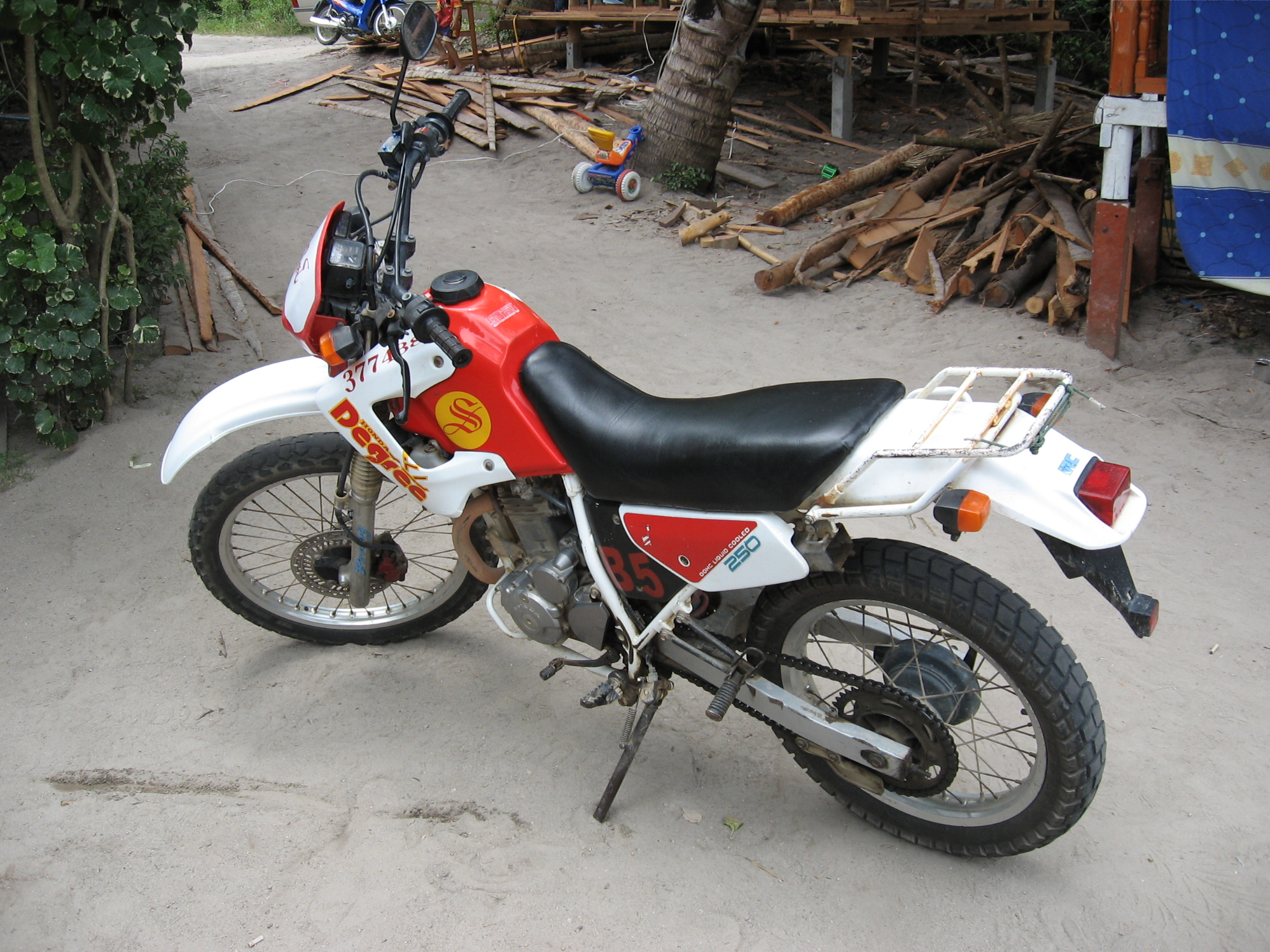
Honda XL 250 Degree

## 1991-1997, XL 250 Degree
In 1991 verscheen de Honda XL 250 Degree, met de watergekoelde motor van de Honda NX 250 en de AX-1. De boring/slagverhouding was nu 70 × 64,8 mm en in de cilinderkop zaten dubbele bovenliggende nokkenasen. De radiateur zat achter het voorspatbord, met twee grote, witte luchthappers ernaast. De kleurstelling was opmerkelijk: er waren heel zachte kleuren gebruikt, met veel wit, maar als keuzemogelijkheden lichtblauw, turquoise en rood. Bij latere versies wijzigden de kleuren regelmatig. De machine leverde 25 pk bij 8.000 tpm en had schijfremmen in voor- en achterwiel.

## 1997, XL 250 T
In 1997 toonde Honda op de Tokyo Motor Show een prototype van de Honda XL 250 T. Hoewel de machine een offroad-uiterlijk had, was de kleur zakelijk grijs. De machine had een kleine toerruit en er kon een bijpassende grijze kofferset gemonteerd worden. Het leek op die manier een lichte stadsmotor, een commuter bike.

## Technische gegevens
| Honda                  | Motosport               | K1                      | K2                      | '76                     |                         | '78                     | '79                     | '80                     | '81                     |                         | '82                     | Paris-Dakar             | '83                     | '84                     | '85                     | '86                     | '87                     |                         | Degree                  | T                       |          |
| ---------------------- | ----------------------- | ----------------------- | ----------------------- | ----------------------- | ----------------------- | ----------------------- | ----------------------- | ----------------------- | ----------------------- | ----------------------- | ----------------------- | ----------------------- | ----------------------- | ----------------------- | ----------------------- | ----------------------- | ----------------------- | ----------------------- | ----------------------- | ----------------------- | -------- |
|                        | XL 250                  | XL 250                  | XL 250                  | XL 250                  |                         | XL 250 S                | XL 250 S                | XL 250 S                | XL 250 S                |                         | XL 250 R                | XL 250 R                | XL 250 R                | XL 250 R                | XL 250 R                | XL 250 R                | XL 250 R                |                         | XL 250                  | XL 250                  |          |
| Periode                | 1972-1973               | 1974                    | 1975                    | 1976-1977               |                         | 1978                    | 1979                    | 1980                    | 1981                    |                         | 1982                    | 1982                    | 1983                    | 1984                    | 1985                    | 1986                    | 1987                    |                         | 1991-1997               | 1997                    |          |
| Categorie              | Offroadmotor            | Offroadmotor            | Offroadmotor            | Offroadmotor            | Offroadmotor            | Offroadmotor            | Offroadmotor            | Offroadmotor            | Offroadmotor            | Offroadmotor            | Offroadmotor            | Offroadmotor            | Offroadmotor            | Offroadmotor            | Offroadmotor            | Offroadmotor            | Offroadmotor            | Offroadmotor            | Offroadmotor            | Allroad prototype       |          |
| Motortype              | OHC 4 kleppen           | OHC 4 kleppen           | OHC 4 kleppen           | OHC 4 kleppen           | OHC 4 kleppen           | OHC 4 kleppen           | OHC 4 kleppen           | OHC 4 kleppen           | OHC 4 kleppen           | OHC 4 kleppen           | OHC 4 kleppen           | OHC 4 kleppen           | OHC 4 kleppen           | OHC 4 kleppen RFVC      | OHC 4 kleppen RFVC      | OHC 4 kleppen RFVC      | OHC 4 kleppen RFVC      |                         | DOHC 4 kleppen RFVC     | DOHC 4 kleppen RFVC     |          |
| Bouwwijze              | Staande eencilinder     | Staande eencilinder     | Staande eencilinder     | Staande eencilinder     | Staande eencilinder     | Staande eencilinder     | Staande eencilinder     | Staande eencilinder     | Staande eencilinder     | Staande eencilinder     | Staande eencilinder     | Staande eencilinder     | Staande eencilinder     | Staande eencilinder     | Staande eencilinder     | Staande eencilinder     | Staande eencilinder     | Staande eencilinder     | Staande eencilinder     | Staande eencilinder     |          |
| Koeling                | Lucht                   | Lucht                   | Lucht                   | Lucht                   | Lucht                   | Lucht                   | Lucht                   | Lucht                   | Lucht                   | Lucht                   | Lucht                   | Lucht                   | Lucht                   | Lucht                   | Lucht                   | Lucht                   | Lucht                   |                         | Vloeistof               | Vloeistof               |          |
| Boring                 | 74 mm                   | 74 mm                   | 74 mm                   | 74 mm                   | 74 mm                   | 74 mm                   | 74 mm                   | 74 mm                   | 74 mm                   |                         | 75 mm                   | 75 mm                   | 75 mm                   | 75 mm                   | 75 mm                   | 75 mm                   | 75 mm                   |                         | 70 mm                   | 73 mm                   |          |
| Slag                   | 57,8 mm                 | 57,8 mm                 | 57,8 mm                 | 57,8 mm                 | 57,8 mm                 | 57,8 mm                 | 57,8 mm                 | 57,8 mm                 | 57,8 mm                 |                         | 56,5 mm                 | 56,5 mm                 | 56,5 mm                 | 56,5 mm                 | 56,5 mm                 | 56,5 mm                 | 56,5 mm                 |                         | 64,8                    | 59,5 mm                 |          |
| Cilinderinhoud         | 248,6 cc                | 248,6 cc                | 248,6 cc                | 248,6 cc                | 248,6 cc                | 248,6 cc                | 248,6 cc                | 248,6 cc                | 248,6 cc                |                         | 249,6 cc                | 249,6 cc                | 249,6 cc                | 249,6 cc                | 249,6 cc                | 249,6 cc                | 249,6 cc                |                         | 249,4 cc                | 249,0 cc                |          |
| Carburateur(s)         | 1 x Keihin 28 mm        | 1 x Keihin 28 mm        | 1 x Keihin 28 mm        | 1 x Keihin 28 mm        | 1 x Keihin 28 mm        | 1 x Keihin 28 mm        | 1 x Keihin 28 mm        | 1 x Keihin 28 mm        | 1 x Keihin 28 mm        | 1 x Keihin 28 mm        | 1 x Keihin 28 mm        | 1 x Keihin 28 mm        | 1 x Keihin 28 mm        | 2 x Keihin CV 24 mm     | 2 x Keihin CV 24 mm     | 2 x Keihin CV 24 mm     | 2 x Keihin CV 24 mm     |                         | 1 x Keihin VE 39        | 1 x Keihin 30 mm        |          |
| Smeersysteem           | Wet-sump                | Wet-sump                | Wet-sump                | Wet-sump                | Wet-sump                | Wet-sump                | Wet-sump                | Wet-sump                | Wet-sump                | Wet-sump                | Wet-sump                | Wet-sump                | Wet-sump                | Wet-sump                | Wet-sump                | Wet-sump                | Wet-sump                | Wet-sump                | Wet-sump                | Wet-sump                | Wet-sump |
| Compressieverhouding   | 9,1:1                   | 9,1:1                   | 9,1:1                   | 9,1:1                   | 9,1:1                   | 9,1:1                   | 9,1:1                   | 9,1:1                   | 9,1:1                   |                         | 9,3:1                   | 9,3:1                   | 9,3:1                   | 10,2:1                  | 10,2:1                  | 10,2:1                  | 10,2:1                  |                         | 10,4:1                  | XL 250 T                |          |
| Max. Vermogen          | 20 pk bij 8.000 tpm     | 20 pk bij 8.000 tpm     | 20 pk bij 8.000 tpm     | 20 pk bij 8.000 tpm     |                         | 20 pk bij 7.500 tpm     | 20 pk bij 7.500 tpm     | 20 pk bij 7.500 tpm     | 20 pk bij 7.500 tpm     |                         | 22 pk bij 7.500 tpm     | 22 pk bij 7.500 tpm     | 22 pk bij 7.500 tpm     | 26 pk bij 8.000 tpm     | 26 pk bij 8.000 tpm     | 26 pk bij 8.000 tpm     | 26 pk bij 8.000 tpm     |                         | 25 pk bij 8.000 tpm     | XL 250 T                |          |
| Topsnelheid            | 120 km/h                | 120 km/h                | 120 km/h                | 120 km/h                | 120 km/h                | 120 km/h                | 120 km/h                | 120 km/h                | 120 km/h                |                         | Onbekend                | Onbekend                | Onbekend                | 123 km/h                | 123 km/h                | 123 km/h                | 123 km/h                |                         | Onbekend                | XL 250 T                |          |
| Primaire aandrijving   | Tandwielen              | Tandwielen              | Tandwielen              | Tandwielen              | Tandwielen              | Tandwielen              | Tandwielen              | Tandwielen              | Tandwielen              | Tandwielen              | Tandwielen              | Tandwielen              | Tandwielen              | Tandwielen              | Tandwielen              | Tandwielen              | Tandwielen              | Tandwielen              | Tandwielen              | Tandwielen              |          |
| Koppeling              | Meervoudige natte plaat | Meervoudige natte plaat | Meervoudige natte plaat | Meervoudige natte plaat | Meervoudige natte plaat | Meervoudige natte plaat | Meervoudige natte plaat | Meervoudige natte plaat | Meervoudige natte plaat | Meervoudige natte plaat | Meervoudige natte plaat | Meervoudige natte plaat | Meervoudige natte plaat | Meervoudige natte plaat | Meervoudige natte plaat | Meervoudige natte plaat | Meervoudige natte plaat | Meervoudige natte plaat | Meervoudige natte plaat | Meervoudige natte plaat |          |
| Versnellingen          | 5                       | 5                       | 5                       | 5                       | 5                       | 5                       | 5                       | 5                       | 5                       |                         | 6                       | 6                       | 6                       | 6                       | 6                       | 6                       | 6                       | 6                       | 6                       | XL 250 T                |          |
| Secundaire aandrijving | Ketting                 | Ketting                 | Ketting                 | Ketting                 | Ketting                 | Ketting                 | Ketting                 | Ketting                 | Ketting                 | Ketting                 | Ketting                 | Ketting                 | Ketting                 | Ketting                 | Ketting                 | Ketting                 | Ketting                 | Ketting                 | Ketting                 | Ketting                 |          |
| Rijwielgedeelte        | Semi-dubbel wiegframe   | Semi-dubbel wiegframe   | Semi-dubbel wiegframe   | Semi-dubbel wiegframe   | Semi-dubbel wiegframe   | Semi-dubbel wiegframe   | Semi-dubbel wiegframe   | Semi-dubbel wiegframe   | Semi-dubbel wiegframe   | Semi-dubbel wiegframe   | Semi-dubbel wiegframe   | Semi-dubbel wiegframe   | Semi-dubbel wiegframe   | Semi-dubbel wiegframe   | Semi-dubbel wiegframe   | Semi-dubbel wiegframe   | Semi-dubbel wiegframe   | Semi-dubbel wiegframe   | Semi-dubbel wiegframe   | Semi-dubbel wiegframe   |          |
| Voorvork               | Telescoopvork           | Telescoopvork           | Telescoopvork           | Telescoopvork           | Telescoopvork           | Telescoopvork           | Telescoopvork           | Telescoopvork           | Telescoopvork           | Telescoopvork           | Telescoopvork           | Telescoopvork           | Telescoopvork           | Telescoopvork           | Telescoopvork           | Telescoopvork           | Telescoopvork           | Telescoopvork           | Telescoopvork           | Telescoopvork           |          |
| Achtervork             | Swingarm                | Swingarm                | Swingarm                | Swingarm                | Swingarm                | Swingarm                | Swingarm                | Swingarm                | Swingarm                |                         | Pro Link                | Pro Link                | Pro Link                | Pro Link                | Pro Link                | Pro Link                | Pro Link                | Pro Link                | Pro Link                | Pro Link                |          |
| Remmen                 | Trommelremmen           | Trommelremmen           | Trommelremmen           | Trommelremmen           | Trommelremmen           | Trommelremmen           | Trommelremmen           | Trommelremmen           | Trommelremmen           | Trommelremmen           | Trommelremmen           | Trommelremmen           | Trommelremmen           | Trommelremmen           | Trommelremmen           | Trommelremmen           | Trommelremmen           |                         | Schijfremmen            | Schijfremmen            |          |
| Tankinhoud             | 8 Liter                 | 8 Liter                 | 8 Liter                 | 8 Liter                 |                         | 9,5 Liter               | 9,5 Liter               | 9,5 Liter               | 9,5 Liter               |                         | 9 Liter                 | 21 Liter                | 9 Liter                 | 9 Liter                 | 9 Liter                 | 9 Liter                 | 9 Liter                 |                         | 9,3 Liter               | XL 250 T                |          |
| Droog gewicht          | 126 kg                  | 126 kg                  | 126 kg                  | 126 kg                  |                         | 118 kg                  | 123 kg                  | 123 kg                  | 123 kg                  |                         | 122 kg                  | 124 kg                  | 122 kg                  | 117 kg                  | 117 kg                  | 117 kg                  | 117 kg                  |                         | 131 kg rijklaar         | XL 250 T                |          |

## Modellenoverzicht terreinmodellen 1970-2000 (tijdlijn)
| 0        | 1        | 2      | 3        | 4        | 5        | 6        | 7        | 8          | 9          | 0          | 1          | 2          | 3          | 4          | 5          | 6          | 7              | 8              | 9              | 0          | 1             | 2             | 3             | 4             | 5             | 6             | 7             | 8          | 9          |            |            |            |
| Cross:   | Cross:   |        | CR 250 M | CR 250 M | CR 250 M | CR 250 M | CR 250 M | CR 250 R → | CR 250 R → | CR 250 R → | CR 250 R → | CR 250 R → | CR 250 R → | CR 250 R → | CR 250 R → | CR 250 R → | CR 250 R →     | CR 250 R →     | CR 250 R →     | CR 250 R → | CR 250 R →    | CR 250 R →    | CR 250 R →    | CR 250 R →    | CR 250 R →    | CR 250 R →    | CR 250 R →    | CR 250 R → | CR 250 R → |            |            |            |
| Offroad: | Offroad: | XL 250 | XL 250   | XL 250   | XL 250   | XL 250   | XL 250   | XL 250 S   | XL 250 S   | XL 250 S   | XL 250 S   | XL 250 R   | XL 250 R   | XL 250 R   | XL 250 R   | XL 250 R   | XL 250 R       |                |                |            | XL 250 Degree | XL 250 Degree | XL 250 Degree | XL 250 Degree | XL 250 Degree | XL 250 Degree | XL 250 Degree |            |            |            |            |            |
| Allroad: | Allroad: |        |          |          |          |          |          |            |            |            | CT 250 S   | CL 250 S   | CL 250 S   |            |            |            |                | NX 250         | NX 250         | NX 250     | NX 250        | NX 250        |               |               |               |               | XL 250 T      |            |            |            |            |            |
| Enduro:  | Enduro:  |        |          | MT 250   | MT 250   |          |          |            | XR 250     | XR 250     | XR 250 R → | XR 250 R → | XR 250 R → | XR 250 R → | XR 250 R → | XR 250 R → | XR 250 R →     | XR 250 R →     | XR 250 R →     | XR 250 R → | XR 250 R →    | XR 250 R →    | XR 250 R →    | XR 250 R →    | XR 250 R →    | XR 250 R →    | XR 250 R →    | XR 250 R → | XR 250 R → | XR 250 R → | XR 250 R → | XR 250 R → |
| Enduro:  | Enduro:  |        |          |          | MR 250   |          |          |            |            |            |            |            |            |            |            |            | XLR 250 R Baja | XLR 250 R Baja | XLR 250 R Baja |            | XR 250 L      | XR 250 L      | XR 250 L      | XR 250 L      | XR 250 L      | XR 250 L      |               |            |            |            |            |            |